# فریگیت کلاس لایولی
فریگیت کلاس لایولی (به انگلیسی: Lively-class frigate) یک کلاس از کشتی است که طول آن ۱۵۴ فوت (۴۷ متر) می‌باشد.